# Championnat de Grenade féminin de football
Le championnat de Grenade est une compétition de football féminin.

## Palmarès
| Saison      | Champion                  |
| ----------- | ------------------------- |
| 1974 à 2004 | inconnu                   |
| 2004-2005   | Queens Park Rangers       |
| 2005        | Queens Park Rangers       |
| 2006 à 2012 | inconnu                   |
| 2013        | Hard Rock (Rivière Salée) |
| 2014        | Flamboyant (St George's)  |